# Hélène Rey (sage-femme)
Pour les articles homonymes, voir Rey et Hélène Rey.
Hélène Rey, née en 1819 dans le canton du Valais, est une sage-femme suisse qui fait l'objet d'un procès pour lubricité et infanticide en 1847. Après la suspension du procès en 1848, elle récupère sa patente de sage-femme.

## Biographie
Née à Val-d'Illiez, dans une famille paysanne, Hélène Rey quitte le toit paternel à sa majorité pour vivre seule et refuse de se marier. En 1842, le conseil communal de Val d'Illiez décide de l'envoyer à Martigny pour suivre le cours de formation de sage-femme. Par cette décision, les autorités politiques, de tendance libérale, rompent avec la coutume du choix de la sage-femme par le curé de la paroisse.     

### L'accusation
Considérant qu'Hélène Rey est une usurpatrice, le prieur Gillabert l'accuse d'avoir décidé seule de se rendre au cours de Martigny et de n'être pas d'une moralité à toute épreuve. Il demande son renvoi sous prétexte qu'elle fréquente un homme marié, qu'enceinte de ses œuvres, elle quitte la commune pour accoucher d'un enfant mort après sa naissance. À son retour, elle n'assiste plus à la messe. Le Dr Maurice Claivaz chargé du cours des sages-femmes obtient la confirmation du choix de cette élève par les membres du conseil communal et par le président du dizain de Monthey. Il considère l'affaire comme close. Avant la fin du cours, le prieur réitère ses accusations et demande que le brevet de sage-femme ne lui soit pas délivré. Alerté, le Département de l'intérieur octroie conditionnellement sa patente à Hélène Rey et la place sous la surveillance des autorités politiques et ecclésiastiques. 
En 1845, l'affaire est relancée par le prieur secondé par les nouvelles autorités politiques de tendance conservatrice. Les accusations du prieur s'étoffent : cette femme ne fait aucun cas de ses observations et ne fréquente pas la messe; elle continue de fréquenter un homme marié, ne s'occupe pas de ses vieux parents et prend une chambre particulière où elle vit seule. Enfin, elle mène une vie dépravée, objet du mépris public.

### Les premières sanctions
Les autorités politiques demandent à Hélène Rey de quitter la commune. Accordant sa confiance au curé de la paroisse et aux autorités civiles, le 10 juin 1845, le Conseil d'État décide de retirer la patente de sage-femme à l'accusée et de la placer sous la surveillance des autorités communales. Pourtant Hélène Rey ne s'avoue pas vaincue : elle prend un avocat car elle refuse d'être jugée sans avoir été entendue. 

### De nouvelles accusations
Une nouvelle plainte est déposée contre Hélène Rey en mars 1846 par le conseil communal de Val d'Illiez. Il l'accuse du délit de lubricité : elle aurait eu deux enfants illégitimes avec un homme marié. On la soupçonne également d'infanticide étant donné que ces deux enfants ont disparu. Après l'enlèvement de sa patente, les autorités poursuivent la sage-femme qui mènerait une vie dissolue, source de scandale public. Toutefois, Hélène Rey refuse de se soumettre à l'autorité et demande réparation des calomnies dont elle est l'objet.

### Le procès
Le grand châtelain, Louis Pignat, instruit le procès qui s'ouvre en 1847 à Monthey. L'interrogatoire est mené auprès de l'accusée Hélène Rey et de Frédéric Gonnet, son prétendu amant. Des nombreux interrogatoires des treize autres témoins, il ressort que les accusations sont floues : personne n'a jamais vu les enfants qu'elle aurait éliminés et quatre témoins seulement rapportent que Frédéric Gonnet entrait chez Hélène Rey de jour comme de nuit.    
La procédure judiciaire est suspendue à cause des événements qui émaillent la vie politique suisse et valaisanne au cours de l'année 1848. À la fin de l'année 1848, Hélène Rey confie sa cause à un avocat. Il signale au Département de l'intérieur qu'aucun des chefs d'accusation n'est prouvé. D'après lui, il s'agit d'un règlement de comptes politique. Le procès n'est pas rouvert par le nouveau gouvernement. Cependant, la sage-femme, Hélène Rey, retrouve son autorisation de pratique car son nom se retrouve dans la liste des sages-femmes patentées quelques années plus tard.